# 绿色进军
绿色进军（Green March），是摩洛哥政府在1975年11月发起的一次大型群众游行活动，目的是迫使西班牙放弃对西撒哈拉地区的控制。
1975年11月6日，大约35万非武装的摩洛哥平民，响应摩洛哥国王哈桑二世的号召，在政府的组织和军队的保护下，从摩洛哥南部城市塔尔法亚出发，带着代表伊斯兰教的绿色旗帜（“绿色进军”由此得名），越过摩洛哥和西撒哈拉之间的分界线。西班牙军队为避免出现流血冲突，未对游行队伍开枪，波利萨里奥阵线则与进入西撒哈拉的摩洛哥军队进行了小规模的交火。 
由于当时西班牙独裁者弗朗西斯科·佛朗哥重病在床，因此西班牙无意在此时间卷入战争，遂在一周之后匆忙与摩洛哥和毛里塔尼亚签订馬德里協定，承诺在次年初从西撒哈拉全部撤军，放弃这块殖民地。
摩洛哥政府认为此次行动将西撒哈拉从殖民中解放出来，使摩洛哥能够实现大部分的领土统一，而主张独立的西撒人阵随后与摩洛哥爆发冲突至今。